# 德拉赫滕

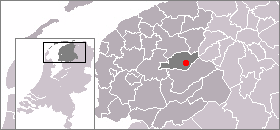

德拉赫滕（荷兰语：Drachten）是荷蘭菲士蘭省市镇斯马灵厄兰的一个小镇，2009年人口44,629，是該省第二大城市，人口僅次於首府呂伐登，居民主要信奉基督教。

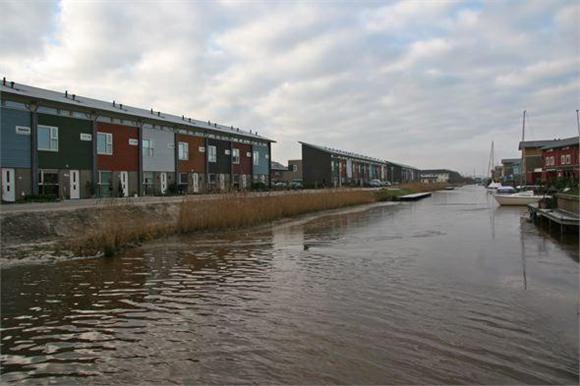

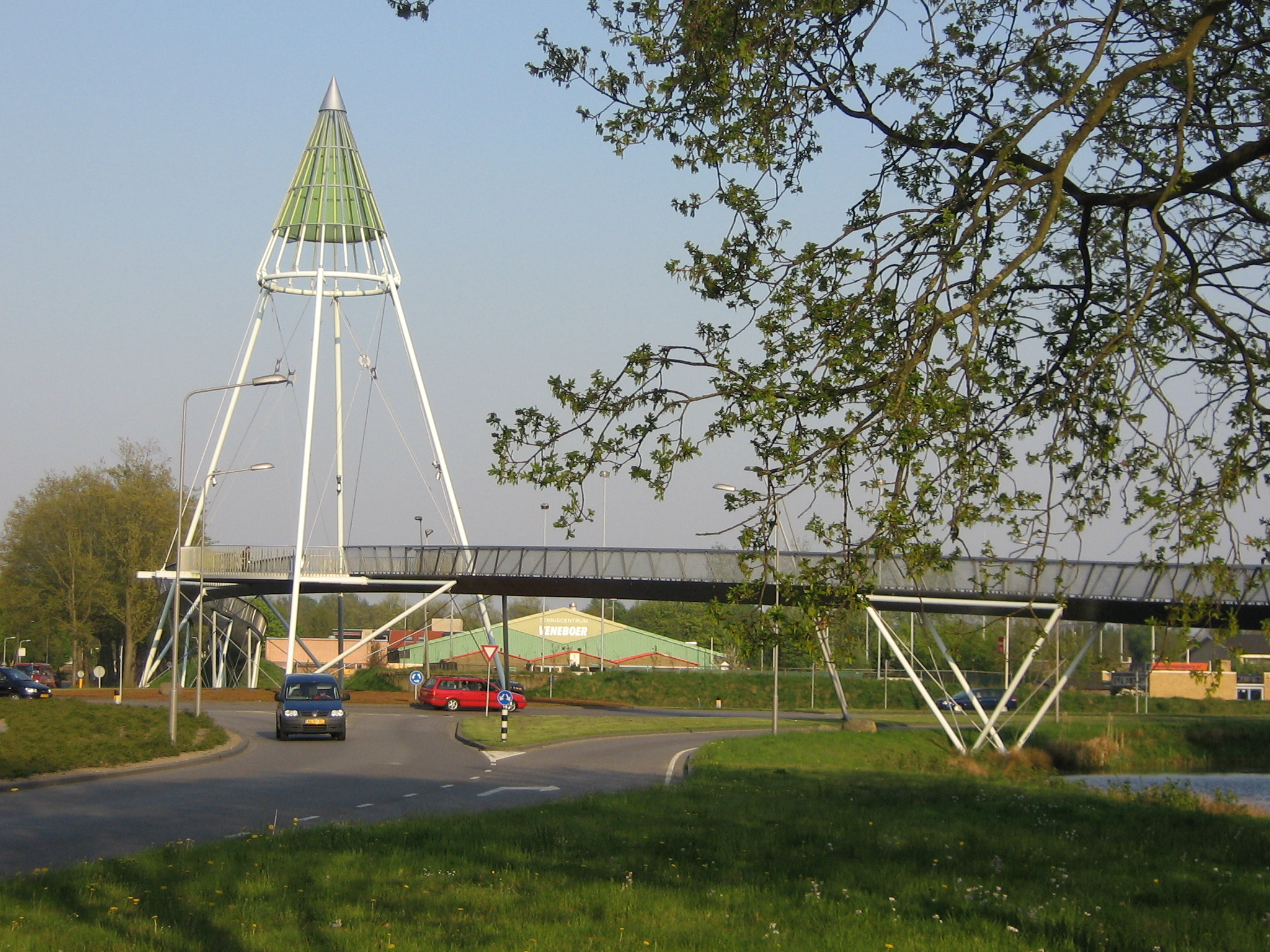

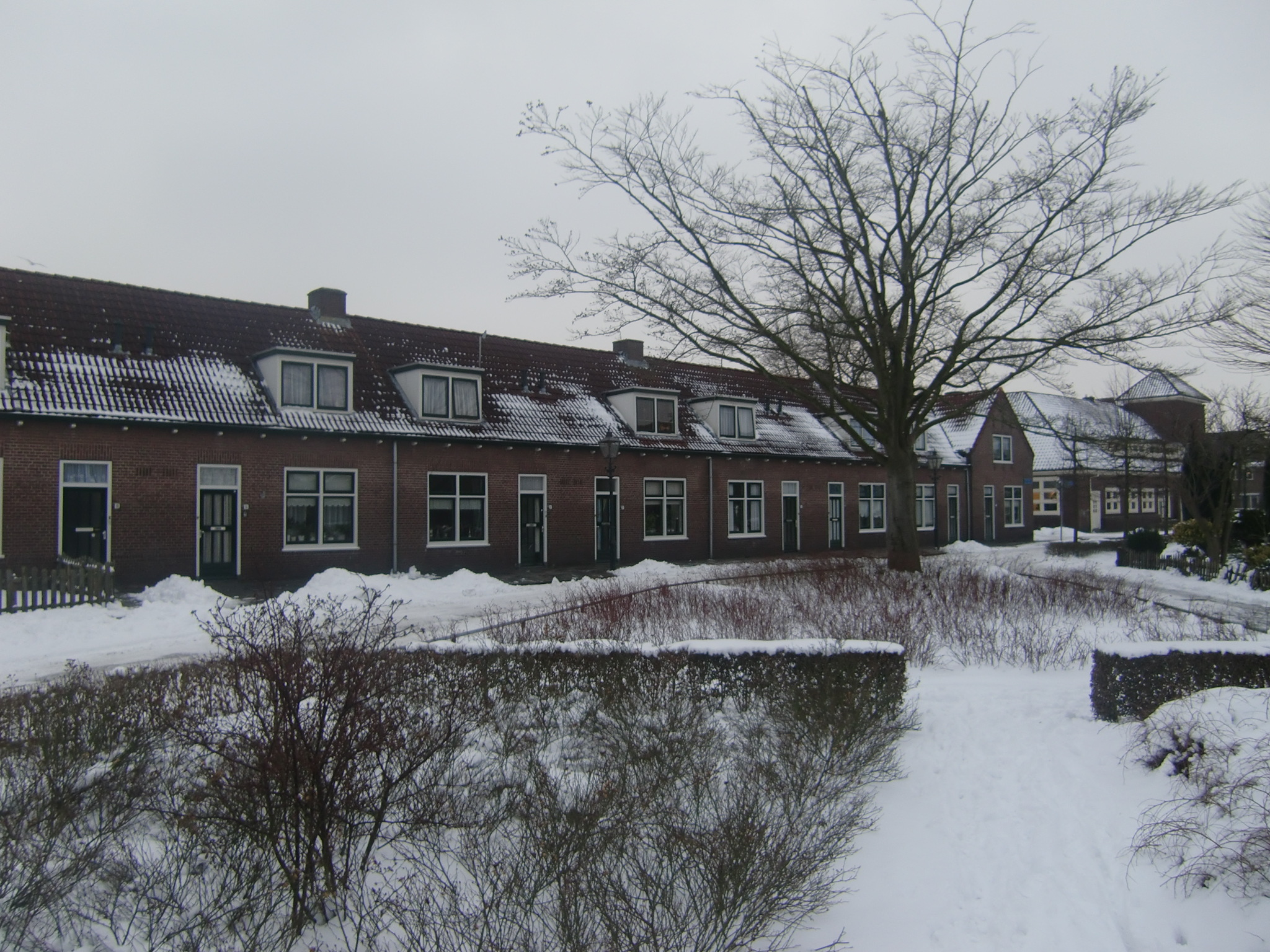

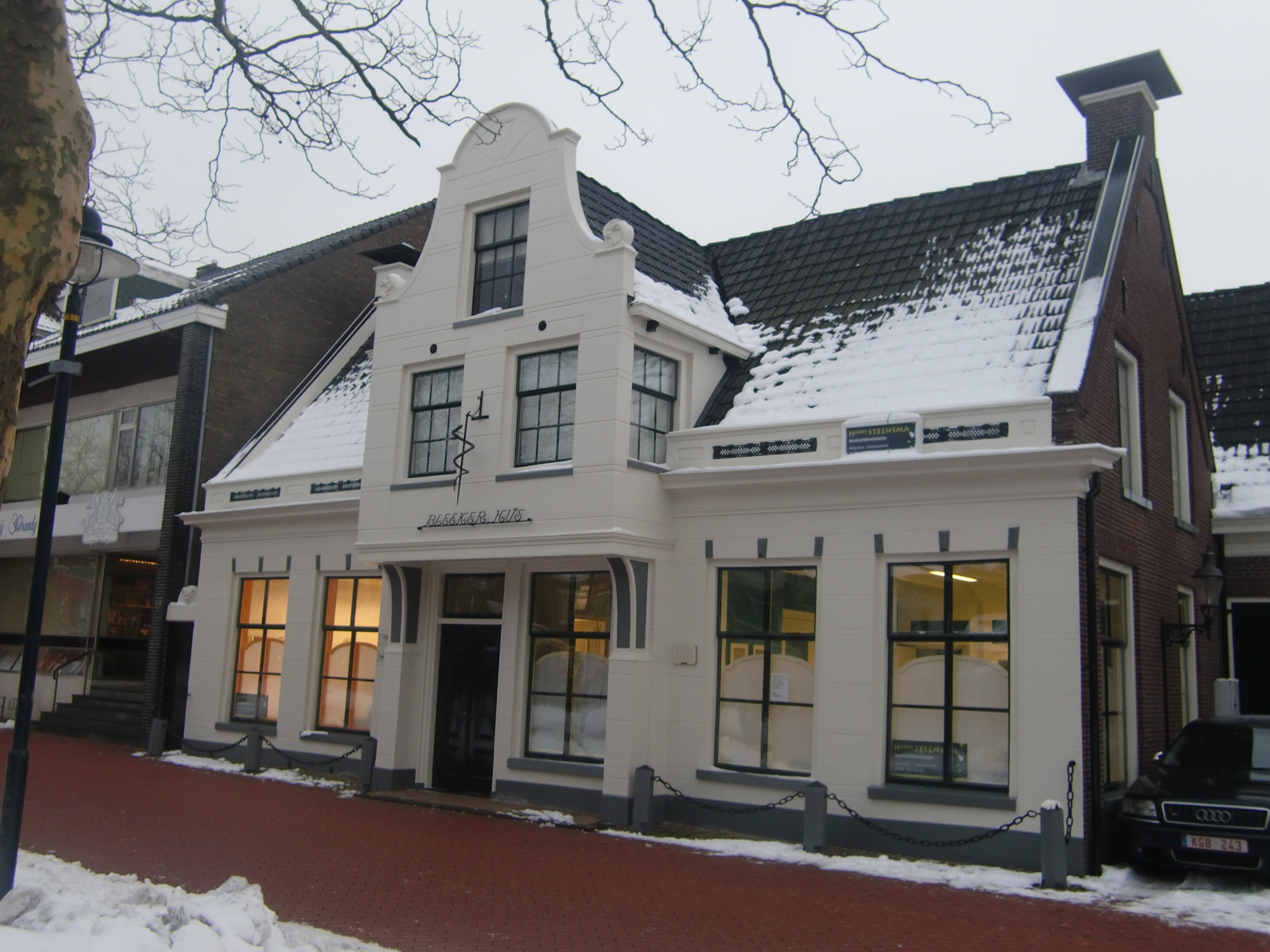

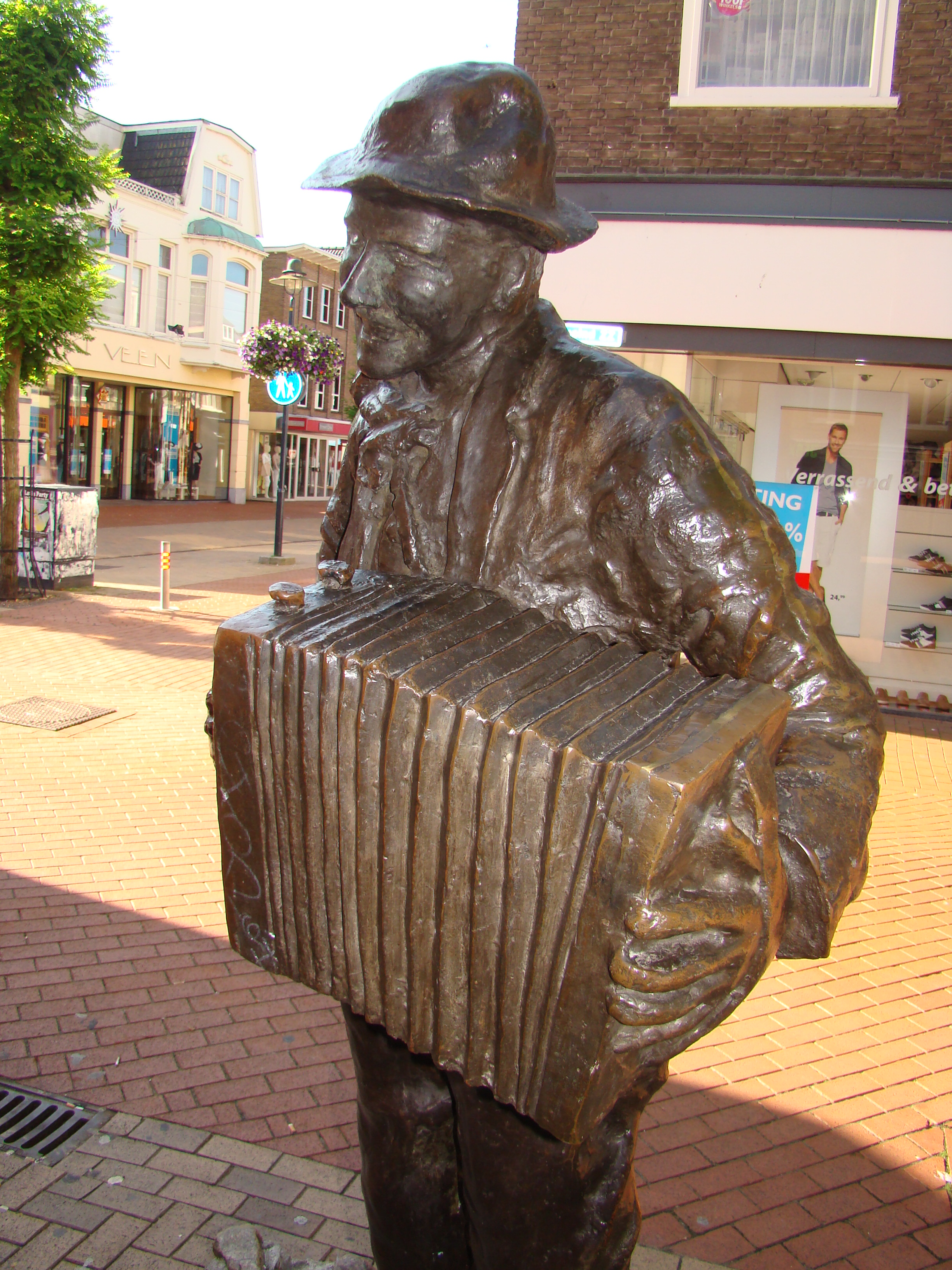

## 外部連結
- dragten.nl （页面存档备份，存于）, Photographs of Drachten

53°06′N 6°06′E / 53.100°N 6.100°E